# Rudy Cotton

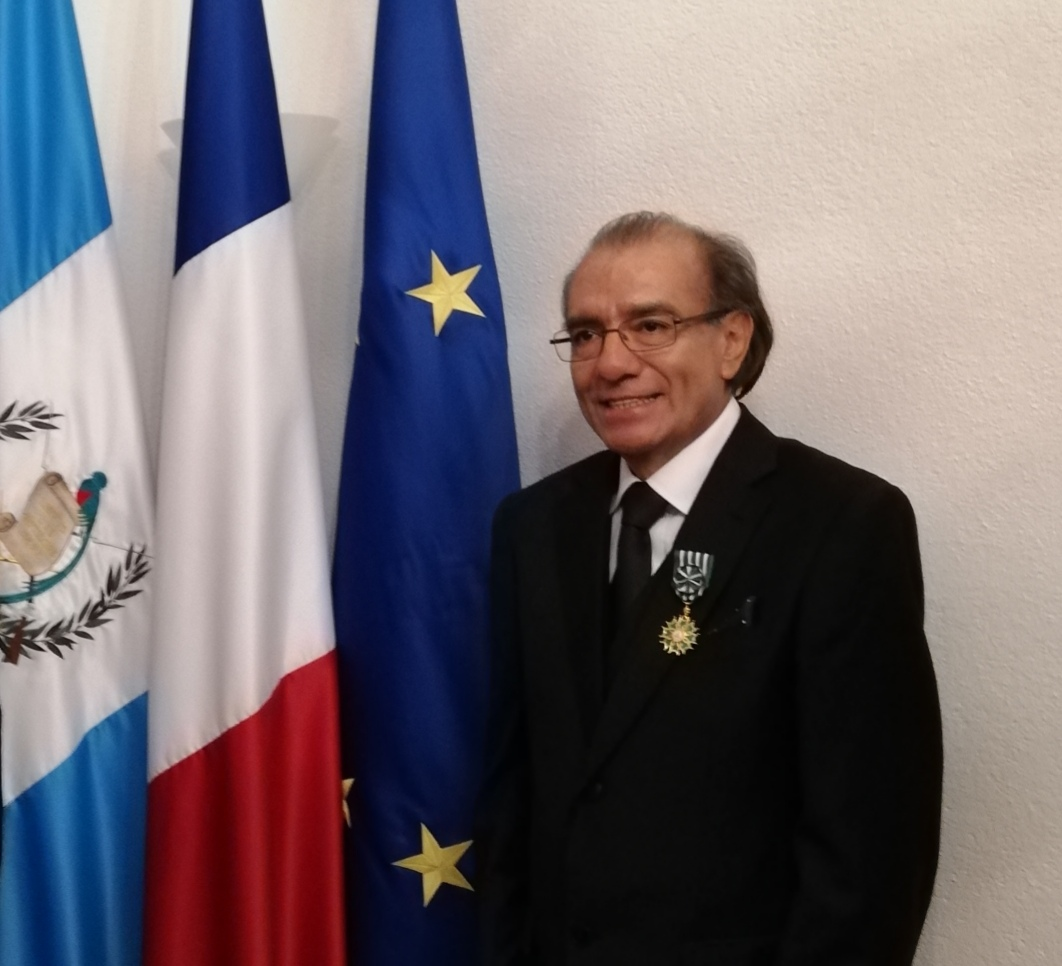
Recibimiento de la Orden de las Artes y Letras en grado de Oficial, de parte del Ministerio de Cultura de la República Francesa, por sus 40 años de carrera artística. Septiembre 2018

Rudy Cotton (San Pedro Sacatepéquez, 1959) es un artista visual guatemalteco. 
Empieza sus estudios en 1977, ingresando a la Universidad Popular en la sección de Artes Plásticas que dirigía el Maestro Enrique Anleu Díaz. En 1979 se traslada a la Escuela Nacional de Artes Plásticas donde continúa sus estudios de arte, luego en 1980 inicia sus estudios de Arquitectura en la Universidad de San Carlos y es en 1982 que el gobierno francés lo invita a viajar a Francia en donde asiste al taller de Michel Casse trabajando algunos ensayos en directo sobre piedra litográfica. También visita el taller del grabador alemán Johnny Friedlaender, reconocido maestro de la estampa a color. Ese mismo año se encuentra con el crítico de arte francés Gastón Diehl, Fundador y Presidente del Salón de Mayo, quien le invita a participar dos veces en este evento, teniendo como escenario el Grand Palais (París, Francia), reuniendo a lo más selecto del arte moderno y contemporáneo. En 1995 expone en el Palais de la Berbie que abriga el Museo Toulouse Lautrec, en un homenaje de la ciudad de Albi, por sus diez años albigenses. El texto del catálogo fue escrito por el crítico de arte, Gaston Diehl. Radicó durante quince años en Francia. En el 2009, se gradúa de Licenciado en Artes visuales de la Escuela Superior de Arte de la Universidad de San Carlos de Guatemala, con especialización en Pintura. Ha realizado más de treinta muestras personales y participado en más de cien exhibiciones colectivas tanto en Guatemala como en el extranjero. Sus obras se pueden encontrar en colecciones de diferentes países de Europa, Asia y América.
En 2018 Cotton, recibió la Medalla a la excelencia en las Artes Plásticas “Galeotti Torres” Universidad Popular, también recibió la Orden de las Artes y Letras en grado de Oficial, de parte del Ministerio de Cultura de la República Francesa, por sus 40 años de carrera artística y por su aporte al desarrollo del arte y la cultura. Actualmente es el director del Museo Nacional de Arte Moderno Carlos Mérida.

## Premios nacionales
1981. Segundo lugar. Certamen Centro Americano degGrabado. 15 de septiembre.

1981. Primeramención hHonorífica. II Salón Nacional de la Acuarela.

1982. SegundopPremio. III Salón Nacional de la Acuarela.

1984. Glifo depPlata. IV Bienal de Arte Paiz.

1984. MenciónhHonorífica. V Salón Nacional de laAacuarela.

1986. Glifo debBronce. V Bienal de Arte Paiz.

2007. Artista del Año, Festival Internacional de Mayo, Fundación Rozas Botrán.

## Premios internacionales
- Mención en el Gran Premio internacional de Arte Contemporáneo. Montecarlo, Mónaco (1987).

- Segundo Premio en el V Salón internacional de Arte Contemporáneo. Strasbourg, Francia (1989).

- Representante por Guatemala en la I Bienal Internacional de arte contemporáneo. Chapingo, México (2008).

## Ilustraciones
- Periodismo y Creación literaria, París 1924-33 de Miguel Ángel Asturias.

- Hombres de Maíz de Miguel Ángel Asturias.

- El Árbol de la Cruz de Miguel Ángel Asturias.

- Crónica fidedigna de una ciudad y otros asuntos de Manuel José Arce.

- Desnuda como la primera vez de Humberto Ak’abal.

- Se acabó la fiesta de Raúl de la Horra.

- Un lugar llamado Quivira de Francisco Pérez de Antón.